# Священный отряд из Фив
Свяще́нный отря́д из Фив (др.-греч. Ιερός Λόχος τών Θηβών) — отборный отряд числом в 300 граждан древнегреческого города Фивы, прославившийся доблестью в IV в. до н. э.

## Описание отряда
Отборные отряды из наиболее стойких воинов существовали практически всегда и восходят к дружинам древних вождей. В Греции количество воинов в таком отряде по традиции составляло около 300 человек. Широко известен «царский отряд» спартанцев, обессмертивший себя в битве при Фермопилах. В Македонии также была «царская агема» (эскадрон). Численность его точно неизвестна, но по косвенным оценкам составляла не менее 250 всадников. Священный отряд из Фив был самым известным из такого рода формирований, что может объясняться тем, что архаический институт, переосмысленный в соответствии с новыми требованиями, сыграл важнейшую роль в военной истории IV в. до н. э.

### Эпоха и способ формирования
Отряд формировался из любовных пар, давших присягу верности над могилой Иолая, возницы и возлюбленного Геракла. Гомосексуальные связи были частью традиции аристократических мужских сообществ и институционализированы во многих дорийских и эолийских (но не ионийских) государствах (Крит, Спарта). Афиней в «Пире мудрецов» (кн. 13) говорит:

«Так спартанцы осуществляют жертвоподношения богу Эросу перед воинами, выстроенными для боя, потому как полагают, что их спасение и победа зависят от дружбы между мужчинами, стоящими в строю… И опять, так называемый Священный отряд в Фивах состоит из любовников и их избранников, проявляя таким образом величие бога Эроса в том, что бойцы отряда избрали погибель со славой перед невзрачной мизерной жизнью.»

О том, что в Беотии гомосексуальные связи свободных мужчин практиковались открыто, свидетельствуют многие античные авторы, например, Платон в «Пире»; Элиан отмечает, что со времён мифического царя Лаия «привязанность к красавцам фиванцы стали считать благом». О том, что в Фивах мужчины имеют обычай ставить своих любовников рядом с собой в бою, упоминает и Сократ в «Пире» Ксенофонта. С другой стороны, мысль о том, что армия, составленная из любовников, была бы непобедима, поскольку возлюбленный устыдится струсить на глазах любящего, а любящий предпочтёт смерть оставлению возлюбленного на произвол судьбы — высказывается Федром в «Пире» Платона и, следовательно, не была чем-то необычным для IV в. до н. э. даже в более строгих к гомосексуальным связям Афинах.

### Сведения об отряде
Основные сведения об организации и идеологии «Священного отряда» находятся у Плутарха, который в жизнеописании Пелопида сообщает следующее:

«Священный отряд, как рассказывают, впервые был создан Горгидом: в него входили триста отборных мужей, получавших от города всё необходимое для их обучения и содержания и стоявших лагерем в Кадмее; по этой причине они носили имя „городского отряда“, так как в ту пору крепость обычно называли „городом“. Некоторые утверждают, что отряд был составлен из любовников и возлюбленных. Сохранилось шутливое изречение Паммена, который говорил, что гомеровский Нестор показал себя неискусным полководцем, требуя, чтобы греки соединялись для боя по коленам и племенам, вместо того, чтобы поставить любовника рядом с возлюбленным. Ведь родичи и единоплеменники мало тревожатся друг о друге в беде, тогда как строй, сплочённый взаимной любовью, нерасторжим и несокрушим, поскольку любящие, стыдясь обнаружить свою трусость, в случае опасности неизменно остаются друг подле друга. И это не удивительно, если вспомнить, что такие люди даже перед отсутствующим любимым страшатся опозориться в большей мере, нежели перед чужим человеком, находящимся рядом, — как, например, тот раненый воин, который, видя, что враг готов его добить, молил: „Рази в грудь, чтобы моему возлюбленному не пришлось краснеть, видя меня убитым ударом в спину“. Говорят, что Иолай, возлюбленный Геракла, помогал ему в трудах и битвах. Аристотель сообщает, что даже в его время влюблённые перед могилой Иолая приносили друг другу клятву в верности. Вполне возможно, что отряд получил наименование „священного“ по той же причине, по какой Платон зовёт любовника „боговдохновенным другом“.»

Горгид стал беотархом после демократического переворота 379 до н. э. (изгнавшего спартанский гарнизон и истребившего поставленных спартанцами олигархов). Но по мнению современных учёных он не изобрёл, а возродил древний институт, о котором упоминает Геродот, когда говорит, что в битве при Платеях мужественно сражались против афинян на стороне персов и поголовно полегли 300 «самых знатных и доблестных граждан» Фив. Фукидид также упоминает о фиванском отряде численностью 300 юношей, который в 431 до н. э. пытался захватить городок Платеи в Беотии, но погиб в схватке с горожанами.

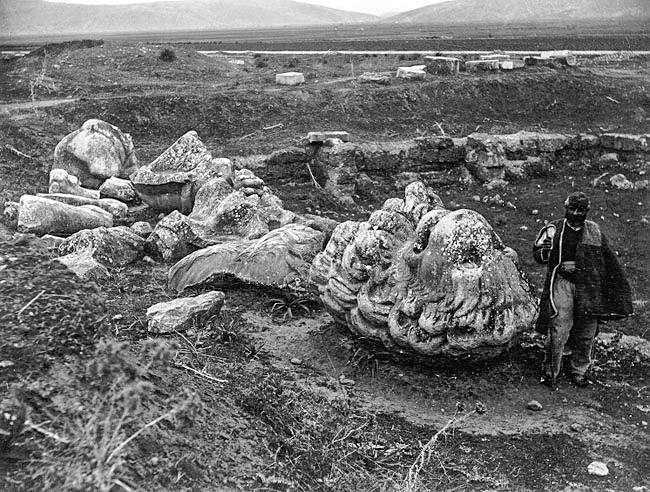
Раскопки мраморного льва на месте гибели Священного отряда

Воссозданный Горгидом отряд безусловно рекрутировался частью из бывших изгнанников-демократов, частью из кружков демократически и патриотически настроенной молодёжи, которая группировалась в гимнасиях вокруг Горгида и Эпаминонда и сыграла важную роль в перевороте. Его главной функцией предполагалась охрана городского акрополя — Кадмеи, во избежание случаев, подобных недавнему захвату Кадмеи спартанцами. В бою же первоначально бойцы распределялись по всему фронту фаланги, и, таким образом, размывалась главная составляющая их ударной силы — взаимная сплочённость. В 375 до н. э. под Тегирами «Священный отряд» во главе с Пелопидом случайно столкнулся с двумя морами спартанцев. Три сотни фиванских гоплитов с небольшим числом конных противостояли не менее чем тысяче спартанских воинов. В сражении Пелопид, собрав отряд в плотный кулак, бросил его на врага и не только пробился сквозь фалангу врагов, но и сумел разгромить превосходящие силы спартанцев, окутанных заслуженным ореолом непобедимости. С этого боя Священный отряд использовался только как единое подразделение.
Через 4 года, в битве при Левктрах Священный отряд вновь проявил себя. Под командованием Пелопида его воины бегом атаковали неприятеля и вклинились в разрыв, образовавшийся при попытке спартанцев перестроиться. Спарта потерпела жестокое поражение, впервые за несколько веков своего существования. В результате фиванцы и их союзники вторглись в Лаконию, и хотя не смогли захватить Спарту, её влияние и авторитет в Элладе были подорваны навсегда.

Херонейский лев

### Гибель отряда
Священный отряд прекратил существование в августе 338 до н. э. на беотийской равнине недалеко от Фив. В битве при Херонее весь отряд полёг под копьями македонян царя Филиппа II. Времена изменились: на поля битв вышли «большие батальоны» античности — фаланги и легионы.
Плутарх так рассказывает о гибели отряда:

Существует рассказ, что вплоть до битвы при Херонее он (отряд) оставался непобедимым; когда же после битвы Филипп, осматривая трупы, оказался на том месте, где в полном вооружении, грудью встретив удары македонских копий, лежали все триста мужей, и на его вопрос ему ответили, что это отряд любовников и возлюбленных, он заплакал и промолвил: «Да погибнут злою смертью подозревающие их в том, что они были виновниками или соучастниками чего бы то ни было позорного».

## Археологические свидетельства
В 1818 году близ Херонеи обнаружили обломки гигантского мраморного льва, возведённого Фивами на месте героической гибели «Священного отряда». Об этом льве упомянул Павсаний в своих путевых записках II века, сказав, что возведён он был над братской могилой фиванцев, героически павших в борьбе против царя Филиппа. В 1879 г. раскопки продолжились, позже там нашли воинское захоронение с останками 254 человек, предположительно бойцов «Священного отряда».
В 1902 году льва восстановили на новый пьедестал.
Журнал History Today приводит интересную историю о постаменте, на котором в античное время покоился лев. Во время войны за независимость с турками в XIX веке один из греческих генералов расколол постамент, надеясь найти там сокровище. Там он нашёл лишь замурованные копья и щиты погибших фиванцев. На некоторых щитах были различимы имена друзей, бившихся вместе до конца.